# Носферату — призрак ночи
«Носферату — призрак ночи» (нем. Nosferatu: Phantom der Nacht) — западногерманский фильм ужасов, снятый режиссёром Вернером Херцогом по собственному сценарию. Вышел на экраны в 1979 году. Фильм является ремейком классической ленты Фридриха Вильгельма Мурнау «Носферату. Симфония ужаса» 1922 года, который, в свою очередь, являлся вольной адаптацией романа Брэма Стокера «Дракула». Главные роли исполнили Клаус Кински, Изабель Аджани, Бруно Ганц и французский художник и писатель Ролан Топор в роли Рэнфилда. Существуют две разные версии фильма, в одной из которых актёры говорят по-английски, а в другой по-немецки. В американский прокат фильм вышел под названием Nosferatu the Vampyre.
Фильм был хорошо принят критиками и имел коммерческий успех. Фильм посмотрело около миллиона человек в Германии, а сборы в Италии составили 53 870 000 лир. На родине Изабель Аджани, во Франции, фильм посмотрели 933 533 зрителей.

## Сюжет
Действие происходит в немецком городе Висмаре, приблизительно в 1830-х годах. Молодой агент конторы по продаже недвижимости по имени Джонатан Харкер отправляется в Трансильванию по заданию своего начальника Рэнфилда. Трансильванский аристократ Дракула изъявил желание купить заброшенное аббатство в городе. Харкер, оставив свою молодую жену Люси на попечительство её подруги Мины, отправляется в дорогу.
После долгого пути Харкер добирается до замка Дракулы, где его встречает хозяин — человек зловещей внешности и странных манер. Они подписывают бумаги по покупке недвижимости. Дракула случайно замечает медальон Харкера с портретом Люси, чья красота определённо привлекает его. Ночью граф Дракула проникает в комнату Харкера, который понимает, что хозяин замка — вампир. Вскоре Дракула покидает замок внутри гроба с родной землёй и устремляется к Люси. Запертый в пустом замке Харкер стремится на помощь супруге, с большим трудом ему удается бежать.
Тем временем в Висмаре Рэнфилд сходит с ума и оказывается в клинике. Он ест мух и пауков, считая что «кровь — это жизнь», а также твердит о скором прибытии своего «хозяина», чем приводит доктора Ван Хельсинга в замешательство. Дракула плывет в Висмар на корабле «Деметра», убивая по ночам членов экипажа. В порт корабль прибывает пустым, с трупом капитана у штурвала. Почти одновременно приезжает Харкер, находящийся в состоянии помешательства. Люси читает дневник Джонатана, а также привезенную из Трансильвании «Книгу Вампиров», и начинает понимать происходящее. Ночью к ней в будуар приходит Дракула, который обещает вернуть Джонатану разум в обмен на любовь Люси, но та отказывается.
Город накрывает эпидемия чумы, которую принесли крысы из гробов Дракулы. Люси пытается убедить Ван Хельсинга помочь ей, но тот не верит в существование вампиров. Люси удается найти часть ящиков с землёй Дракулы и освятить их, из-за чего Дракула в ярости выпивает кровь её подруги Мины. Одновременно из лечебницы сбегает Рэнфилд, которого Дракула посылает с войсками крыс в Ригу.
Люси решает спасти Джонатана и ночью отдается Дракуле. Тот начинает с жадностью пить её кровь и забывает о рассвете. Первые лучи восходящего солнца вгоняют вампира в кому. Прибывший Ван Хельсинг видит тела мертвой Люси и Дракулы и понимает, что женщина была права. Он убивает Дракулу, вогнав тому кол в сердце. В тот же момент Ван Хельсинга арестовывают власти по обвинению в убийстве графа.
Фильм заканчивается на зловещей ноте: хотя Дракула мертв, его проклятье ещё действует, и Джонатан Харкер становится вампиром. В последней сцене он уезжает на коне в неизвестность.

## В ролях
- Клаус Кински — граф Дракула
- Изабель Аджани — Люси Харкер
- Бруно Ганц — Джонатан Харкер
- Ролан Топор — Рэнфилд
- Вальтер Ладенгаст — доктор Ван Хельсинг

## Производство

### Подготовка
«Мурнау, я считаю величайшим немецким режиссером, а Носферату - величайшим немецким фильмом.»
В то время как основной сюжет основан на романе Брэма Стокера «Дракула», режиссёр Херцог снял фильм 1979 года, главным образом, в качестве ремейка немого фильма Фридриха Мурнау «Носферату. Симфония ужаса» (1922), который несколько отличается от оригинальной работы Стокера. Создатели более раннего фильма не смогли получить права на экранизацию «Дракулы», поэтому они изменили ряд незначительных деталей и имен персонажей в безуспешной попытке избежать нарушения авторских прав на интеллектуальную собственность, принадлежащую в то время вдове Стокера, которая впоследствии подала иск в суд. По решению суда всё копии фильма «Носферату. Симфония ужаса» должны были быть уничтожены. Некоторые копии сохранились и были восстановлены после смерти Флоренс Стокер и истечения срока действия авторских прав.
Херцог считал «Носферату» Мурнау величайшим фильмом, когда-либо выходившим в Германии и очень хотел сделать свою собственную версию фильма. К 1979 году, когда авторские права на «Дракулу» вошли в общественное достояние, Херцог приступил к работе над обновленной версией классического немецкого фильма, которая теперь могла включать оригинальные имена персонажей.

### Съёмки

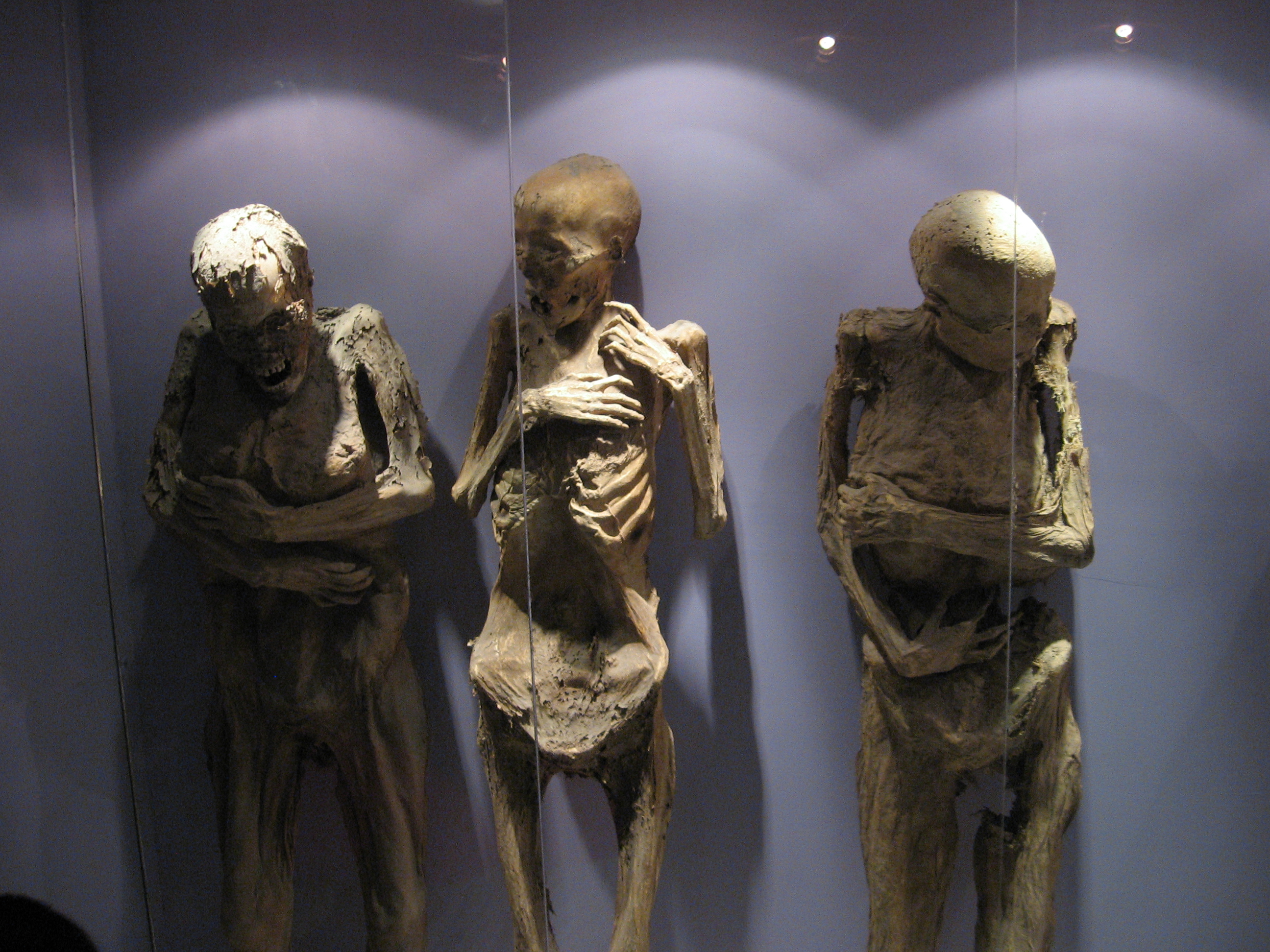
Мумии из экспозиции музея

Продюсированием фильма занималась компания режиссёра Werner Herzog Filmproduktion, а также французская кинокомпания Gaumont и западногерманская общественная телевизионная станция ZDF. Как это было характерно для западногерманских фильмов в 1970-х годах, «Носферату — призрак ночи» снимали с минимальным бюджетом и с командой из всего 16 человек. Херцог не мог снимать в Бремене, где был снят оригинальный фильм Мурнау, поэтому он перенес производство в Нидерланды, в город Делфт. Для сцены прибытия в город корабля Дракулы, Херцог планировал выпустить на улицу 11 000 крыс, власти не разрешили этого делать и потому данная сцена была снята в соседнем Схидаме, но в более скромных масштабах. Для этой сцены режиссёру требовались серые крысы, но закуплены были белые, в результате пришлось перекрашивать всех крыс в серый цвет. Дома Дракулы снимали в Чехословакии.
По просьбе дистрибьютора 20th Century Fox Херцог выпустил две версии фильма одновременно, чтобы привлечь англоговорящую аудиторию. Все сцены диалогов были сняты дважды, на немецком и английском языках. Сам Херцог сказал в 2014 году, что немецкая версия была более «аутентичной».
Вступительная часть фильма была снята самим Херцогом в «Музее Мумий» в Гуанахуато, Мексика, где большое количество естественно мумифицированных тел жертв эпидемии холеры 1833 года выставлено на всеобщее обозрение. Херцог впервые увидел мумии Гуанахуато во время посещения музея в 1960-х годах. Для съёмок фильма, мумии специально вынули из под стекла, за которым они хранятся и представлены публике. Для сцены фильма режиссёр выставил мумии у стены, расположив их в последовательности, примерно от детства до старости.

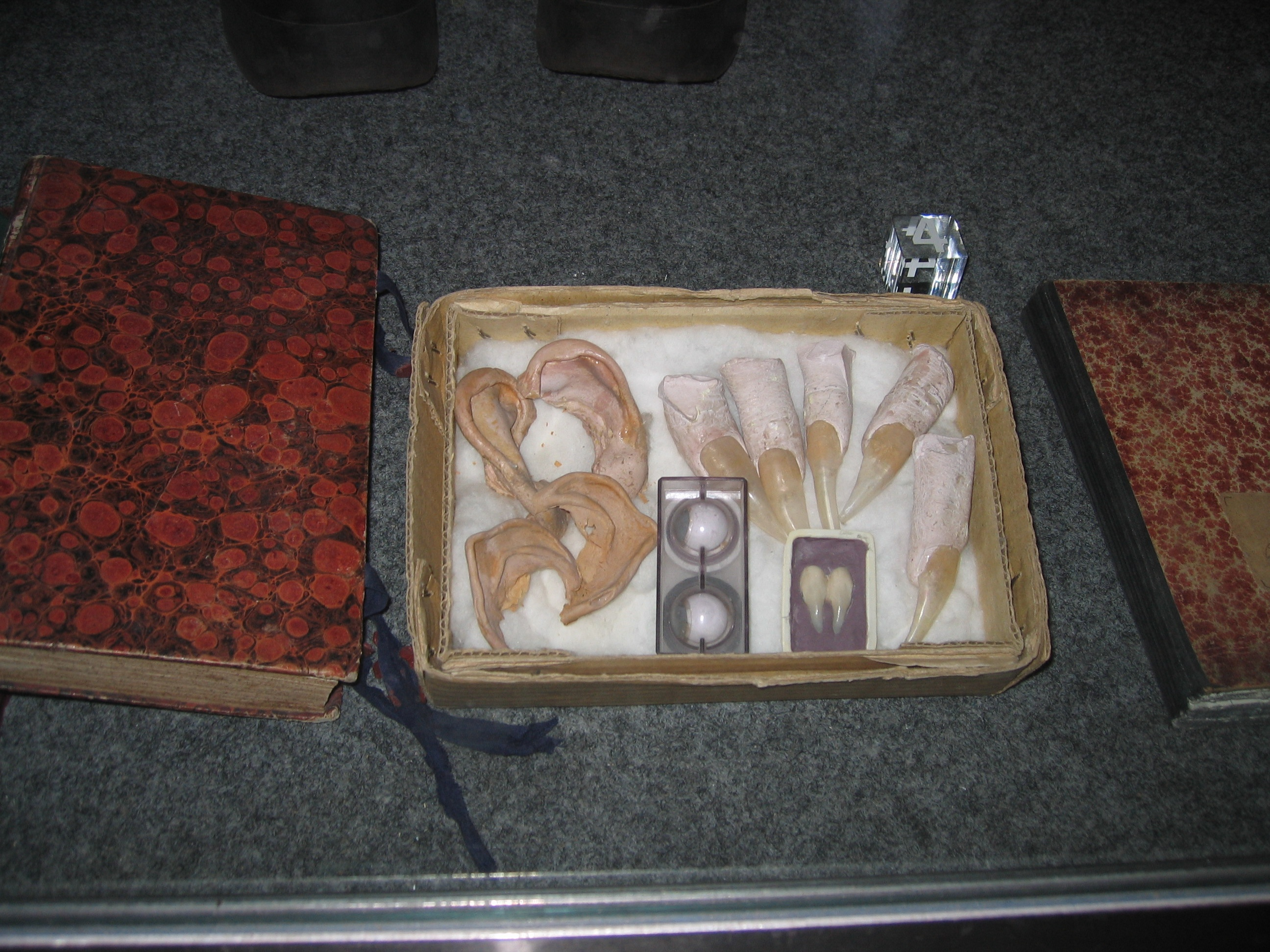
Часть грима Клауса Кински для фильма «Носферату — призрак ночи». Дюссельдорфский кинематографический музей.

Грим Кински для роли Дракулы: лысая голова, крысиные зубы, длинные ногти на пальцах является имитацией грима Макса Шрека в оригинале 1922 года. Гримёром работавшим над Кински, была японская художница Рейко Крук. Клаус Кински славится вспыльчивым характером, многие режиссёры включая самого Вернера Херцога рассказывали о буйном нраве актёра, но с Круг Кински поладил, каждый сеанс наложения грима занимал около четырёх часов. Ряд кадров в фильме — это точные воссоздания культовых кадров из оригинального фильма Мурнау, некоторые из которых почти полностью идентичны своим аналогам, Данная задумка является данью уважения Мурнау.

### Музыка
Партитура фильма «Носферату — призрак ночи» была составлена западногерманской группой Popol Vuh, которая работала с Херцогом над многочисленными проектами. Так же музыкальное сопровождение фильма включает композиции из их альбома Brüder des Schattens – Söhne des Lichts. Кроме того, в фильме представлены прелюдия Рихарда Вагнера к «Золото Рейна», «Святилище» Шарля Гуно из Messe solennelle à Sainte Cécile и традиционная грузинская народная песня Цинцкаро в исполнении вокального ансамбля Gordela.

### Жестокое обращение с животными
Голландский поведенческий биолог Мартен Харт, нанятый Херцогом для изучения лабораторных крыс, рассказал, что после того, как он стал свидетелем бесчеловечного обращения с крысами, он больше не захотел сотрудничать. Помимо условий поездки, которые были настолько плохими, что крысы, импортированные из Венгрии, начали есть друг друга по прибытии в Нидерланды, Херцог настоял, чтобы простые белые крысы были окрашены в серый цвет. Для этого, по словам Харта, клетки с крысами нужно было на несколько секунд погрузить в кипящую воду, в результате чего ещё половина из них погибла. Выжившие крысы немедленно принялись слизывать с себя краску, как и предсказывал Харт. Харт также предполагал, что с овцами и лошадьми, которые фигурируют в фильме, обращались очень плохо, но это не уточнялось.

## Релиз
Фильм был представлен на 29-м Берлинском международном кинофестивале, где художник-постановщик Хеннинг фон Гирке получил «Серебряного медведя за выдающиеся персональные достижения».

## Награды и номинации
- 1979 — приз «Серебряный медведь» Берлинского кинофестиваля за выдающуюся работу художника (Хеннинг фон Гирке).
- 1979 — премия Deutscher Filmpreis за лучшую мужскую роль (Клаус Кински), а также 4 номинации: лучшая режиссура (Вернер Херцог), лучшая женская роль (Изабель Аджани), лучшая операторская работа (Йорг Шмидт-Райтвайн), лучшая работа художника (Хеннинг фон Гирке, Гизела Шторх).
- 1979 — попадание в число лучших зарубежных фильмов года по версии Национального совета кинокритиков США.
- 1980 — две номинации на премию «Сатурн»: лучший зарубежный фильм и лучшие костюмы (Гизела Шторх).
- 1980 — приз «Золотой пеликан» лучшему актёру (Клаус Кински) на кинофестивале в Картахене (Колумбия).
- 1980 — номинация на премию Национального общества кинокритиков США за лучшую мужскую роль (Клаус Кински).